# Julie Newmar
Julie Newmar all'anagrafe Julie Chalene Newmeyer (Los Angeles, 16 agosto 1933) è un'attrice, ballerina e cantante statunitense, nota soprattutto per il ruolo di Catwoman nella serie televisiva Batman.

## Biografia

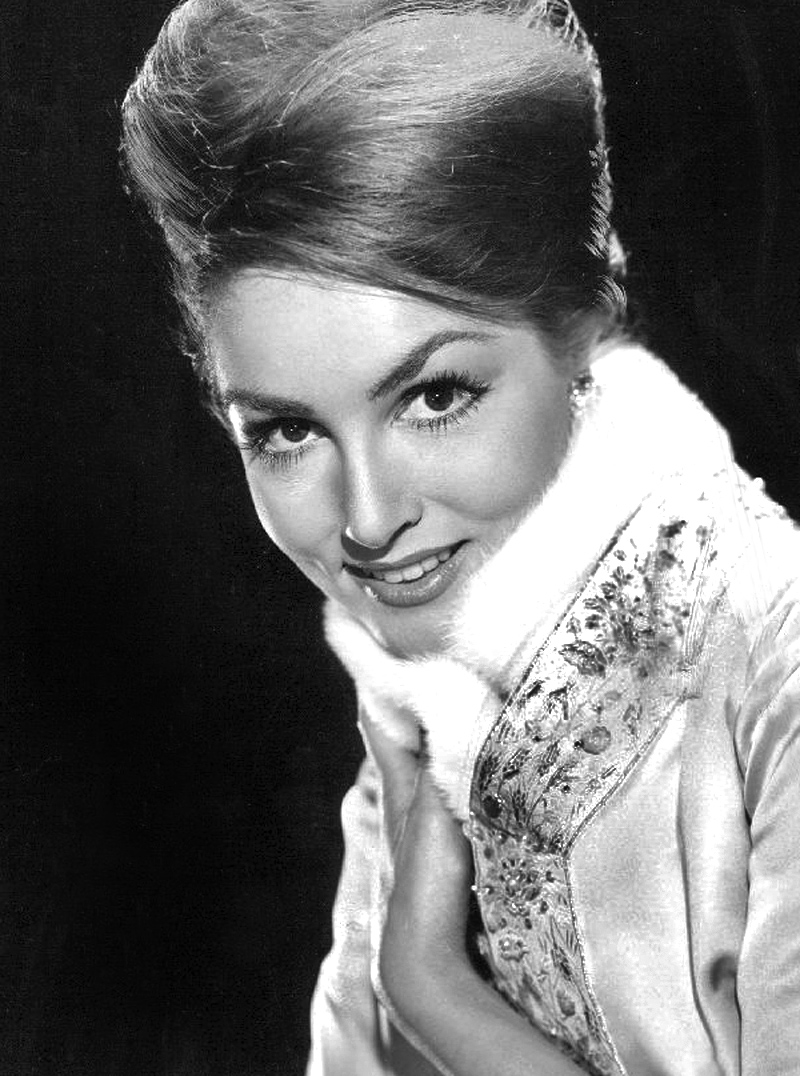
Julie Newmar nel 1965

Figlia di Donald Charles Newmeyer, giocatore di football professionista, e di sua moglie Helen (nata Jesmer), è la prima di tre fratelli. Dopo ruoli minori in film come Gli amori di Cleopatra (1953) di William Castle, Gli schiavi di Babilonia (1953) di William Castle e I gladiatori (1954) di Delmer Daves, ottenne il primo ruolo importante nel 1954, quello di una delle sette ragazze in Sette spose per sette fratelli di Stanley Donen, ma accreditata come Julie Newmeyer. In seguito si divise tra televisione e teatro, recitando per alcuni anni a Broadway e aggiudicandosi un Tony Award. La fama e la popolarità arrivarono nel 1966 quando fu scelta per interpretare Catwoman nella serie televisiva Batman. Negli anni seguenti ebbe piccole apparizioni in serie tv di successo come The Beverly Hillbillies, Get Smart, Vita da strega, La donna bionica, Cuore e batticuore, Love Boat , CHiPs, Star Trek; recitò inoltre in vari B-movie, soprattutto negli anni ottanta. Prese parte anche a pellicole più importanti, ma sempre in ruoli non da protagonista, tra cui le commedie Carosello matrimoniale (1961) di Walter Lang e Per soldi o per amore (1963) di Michael Gordon, e il western L'oro di Mackenna (1969) di J. Lee Thompson.
Nel 1992, assieme a numerose supermodel come Linda Evangelista, Claudia Schiffer, Tyra Banks, Beverly Peele, apparve nel videoclip di George Michael Too Funky. Nel 1995 il film A Wong Foo, grazie di tutto! Julie Newmar di Beeban Kidron le rese esplicito omaggio, e apparve in un cameo alla fine della pellicola. Nel 1996 apparve in un episodio di Melrose Place nella parte di se stessa, mentre nel 2007 partecipò come guest star all'episodio Il rompiscatole della sitcom La vita secondo Jim, in cui recitò accanto al suo vicino di casa, Jim Belushi (la trama dell'episodio prendeva spunto dalla reale ostilità iniziale tra lei e Belushi).
Ulteriori notizie relative alla sua bio-filmografia sono contenute nel documentario televisivo Julie Newmar-The Cat's Meow (2000) di Jeanne Begley prodotto dalla divisione TV della 20th Century Fox.

### Vita privata
Dopo una relazione con lo scrittore Louis L'Amour, nel 1977 sposò l'avvocato J. Holt Smith, da cui divorziò nel 1983. La coppia ebbe un figlio, John Jewl Smith, affetto da sindrome di Down e sordità.

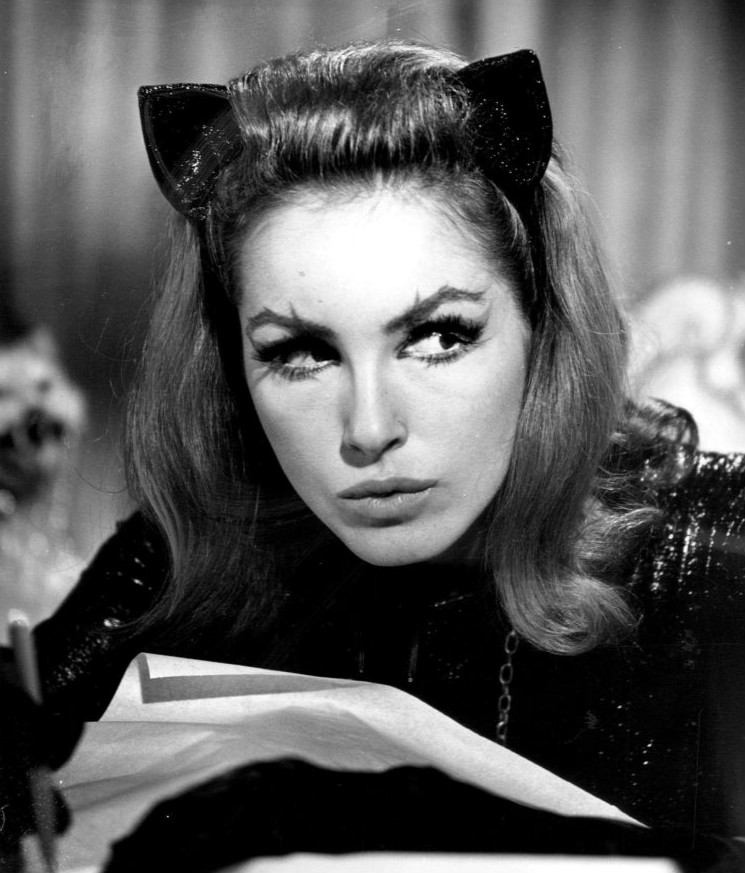
Julie Newmar nei panni di Catwoman nella serie televisiva Batman (1966)

## Filmografia

### Cinema
- Il sogno dei miei vent'anni (Just for You), regia di Elliott Nugent (1952) - non accreditata
- Gli amori di Cleopatra (Serpent of the Nile), regia di William Castle (1953)
- The Farmer Takes a Wife, regia di Henry Levin (1953) - non accreditata
- Spettacolo di varietà (The Band Wagon), regia di Vincente Minnelli (1953) - non accreditata
- Gli schiavi di Babilonia (Slaves of Babylon), regia di William Castle (1953)
- The Eddie Cantor Story, regia di Alfred E. Green (1953) - non accreditata
- I gladiatori (Demetrius and the Gladiators), regia di Delmer Daves (1954) - non accreditata
- Sette spose per sette fratelli (Seven Brides for Seven Brothers), regia di Stanley Donen (1954)
- Il villaggio più pazzo del mondo (Li'l Abner), regia di Melvin Frank (1959)
- The Rookie, regia di George O'Hanlon (1959)
- Carosello matrimoniale (The Marriage-Go-Round), regia di Walter Lang (1961)
- Per soldi o per amore (For Love or Money), regia di Michael Gordon (1963)
- L'oro di Mackenna (Mackenna's Gold), regia di J. Lee Thompson (1969)
- The Maltese Bippy, regia di Norman Panama (1969)
- Hysterical, regia di Chris Bearde (1983)
- Passione ambigua (Love Scenes), regia di Bud Townsend (1984)
- Prostituzione (Streetwalkin), regia di Joan Freeman (1985)
- Evils of the Night, regia di Mohammed Rustam (1985)
- Nudity Required, regia di John T. Bone (1988)
- Scuola di ballo (Dance Academy), regia di Ted Mather (1988)
- Dal profondo dello spazio (Deep Space), regia di Fred Olen Ray (1987)
- I fantasmi non possono farlo (Ghosts Can't Do It), regia di John Derek (1989)
- Oblivion, regia di Sam Irvin (1994)
- A Wong Foo, grazie di tutto! Julie Newmar (To Wong Foo, thanks for everything! Julie Newmar), regia di Beeban Kidron (1995) - cameo
- Il West del futuro (Oblivion 2: Backlash), regia di Sam Irvin (1996)
- Oltre il limite (If... Dog... Rabbit...), regia di Matthew Modine (1999)

### Televisione
- Avventure in paradiso (Adventures in Paradise) – serie TV, episodio 2x01 (1960)
- La parola alla difesa (The Defenders) – serie TV, 1 episodio (1961)
- Ai confini della realtà (The Twilight Zone) – serie TV, episodio 4x14 (1963)
- The Greatest Show on Earth – serie TV, episodio 1x24 (1964)
- My Living Doll – serie TV, 26 episodi (1964-1965)
- Batman – serie TV, 13 episodi (1966-1967)
- Get Smart – serie TV, 1 episodio (1968)
- Star Trek – serie TV, episodio 2x11 (1968)
- Operazione ladro (It Takes a Thief) – serie TV, episodio 2x20 (1969)
- Vita da strega (Bewitched) – serie TV, 1 episodio (1971)
- Colombo (Columbo) – serie TV, episodio 2x08 (1973)
- La donna bionica (The Bionic Woman) – serie TV, 1 episodio (1976)
- Love Boat (The Love Boat) – serie TV, episodio 7x03 (1979)
- CHiPs – serie TV, 1 episodio (1982)
- Cuore e batticuore (Hart to Hart) – serie TV, 1 episodio (1983)
- La vita secondo Jim (According to Jim) – serie TV, episodio 6x06 (2006)

### Doppiaggio
- Batman: The Brave and the Bold - serie animata, episodio 2x11 (2010)

## Doppiatrici italiane
- Elda Tattoli in Sette spose per sette fratelli
- Rita Savagnone in Carosello matrimoniale
- Flaminia Jandolo in Per soldi o per amore
- Valeria Falcinelli in Star Trek
- Gioietta Gentile in Batman
- Monica Pariante in Supereroi per caso - Le disavventure di Batman e Robin